# Denys Marynczuk
Denys Bohdanowycz Marynczuk, ukr. Денис Богданович Маринчук (ur. 28 grudnia 1984 w obwodzie iwanofrankowskim) – ukraiński piłkarz, grający na pozycji obrońcy.

## Kariera piłkarska

### Kariera klubowa
Wychowanek klubu Spartak Iwano-Frankowsk, barwy którego bronił w juniorskich mistrzostwach Ukrainy (DJuFL). Karierę piłkarską rozpoczął w amatorskim zespole Merkurij-CzTEI Czerniowce. W 2004 debiutował w składzie klubu Obołoń-2 Kijów, skąd w 2006 przeszedł do Kniażej Szczasływe. W 2007 bronił barw mołdawskiego zespołu Nistru Otaci, ale po roku powrócił do Ukrainy, gdzie został piłkarzem MFK Mikołajów. Latem 2009 przeniósł się do FK Ołeksandrija. Na początku 2011 przeszedł do klubu Naftowyk-Ukrnafta Ochtyrka. Potem bronił barw klubów Helios Charków, FK Putriwka, Obołoń-Browar Kijów i Arsenał-Kyjiwszczyna Biała Cerkiew.

## Sukcesy

### Sukcesy klubowe
- brązowy medalista Mistrzostw Mołdawii: 2006/07
- brązowy medalista Pierwszej Lihi: 2008/09